# All About Us
«All About Us» es el primer sencillo del dúo ruso t.A.T.u. de su segundo álbum de estudio en inglés Dangerous and Moving, y álbum en ruso, Lyudi Invalidy. Tanto la canción como el vídeo lograron un éxito a nivel mundial sin embargo no fue bien recibido como su primer sencillo «All The Things She Said».

## Vídeo
El vídeo comienza con la llegada de las dos chicas en un coche a un restaurante coreano (escuchando su éxito «All The Things She Said» en la radio), a donde se puede apreciar una fuerte discusión entre las dos, que termina con la huida de Yulia del lugar. Mientras Lena se monta en el coche en busca de Yulia, ésta se va con un chico que le ofrece llevarla a su departamento. En el lugar, Yulia es víctima de este hombre, quien realmente quería abusar de ella, pero logra zafarse de él y trata de llamar a Lena quien contesta, desafortunadamente el joven golpea a Yulia en la cabeza y pierde su teléfono móvil. Lena oye esta pelea por su móvil y se apresura por llegar en su ayuda, mientras que ella es arrojada hacia los muebles, encuentra un arma y varias municiones con las que termina por matar con un disparo certero al joven. El video concluye con Yulia bajando del apartamento por el exterior quien se encuentra finalmente con Lena llegando en el coche, mirándose ambas con alivio.
Existen dos versiones del video, uno censurado, donde no se aprecian las escenas de violencia, y otro sin censura, donde se pueden ver claramente las partes en donde Yulia encuentra las balas y el momento en el que dispara al hombre.

## Lista de canciones

### Europa
| Sencillo Maxi CD |                                                      |          |  |
| N.º              | Título                                               | Duración |  |
| 1.               | «All about us» (Single Version)                      | 3:05     |  |
| 2.               | «Divine» (Non-LP Long Version)                       | 3:17     |  |
| 3.               | «All about us» (Dave Aude Vocal Edit)                | 4:36     |  |
| 4.               | «All About Us» (Stephane K Radio Mix)                | 4:09     |  |
| 5.               | «All about us» (Uncensored Closed Captioned / Video) | 3:26     |  |

| Sencillo de 2 pistas (Reino Unido) |                                           |          |  |
| N.º                                | Título                                    | Duración |  |
| 1.                                 | «All About Us» (Single Version)           | 3:05     |  |
| 2.                                 | «All The Things She Said» (Album Version) | 3:34     |  |

### Japón
| N.º | Título                                | Duración |  |
| 1.  | «All About Us»                        |          |  |
| 2.  | «All About Us» (Instrumental/Karaoke) |          |  |

### Taiwán
| Sencillo de promoción de edición limitada |                                                        |          |  |
| N.º                                       | Título                                                 | Duración |  |
| 1.                                        | «All About Us» (Dave Aude Big Room Vocal)              | 8:01     |  |
| 2.                                        | «All About Us» (Dave Aude Vocal Edit)                  | 4:12     |  |
| 3.                                        | «All About Us» (Dave Aude Big Club Dub)                | 8:11     |  |
| 4.                                        | «All About Us» (Dave Aude Big Mixshow)                 | 5:37     |  |
| 5.                                        | «All About Us» (Dave's Acid Funk Dub)                  | 8:20     |  |
| 6.                                        | «All About Us» (Stephane K Radio Mix)                  | 4:04     |  |
| 7.                                        | «All About Us» (Stephane K Extended Mix)               | 6:22     |  |
| 8.                                        | «All About Us» (Stephane K Guitar Dub Mix)             | 4:41     |  |
| 9.                                        | «All About Us» (The Lovermakers Mix)                   | 4:54     |  |
| 10.                                       | «All About Us» (Glam As You Mix by Guena LG)           | 6:27     |  |
| 11.                                       | «All About Us» (Glam As You Radio Mix by Guena LG)     | 3:51     |  |
| 12.                                       | «All About Us» (Sunset In Ibiza Mix by Guena LG)       | 8:28     |  |
| 13.                                       | «All About Us» (Sunset In Ibiza Radio Mix by Guena LG) | 4:24     |  |

### Sencillo de promoción de DVD
| N.º | Título                                       | Duración |  |
| 1.  | «All About Us» (Explicit Music Video)        | 3:26     |  |
| 2.  | «All About Us» (Glam as You Mix by Guena LG) | 3:51     |  |
| 3.  | «All About Us» (The Lovermakers Mix)         | 4:54     |  |

## Certificaciones y ventas
| País    | Certificación | Ventas  |
| ------- | ------------- | ------- |
| Francia |               | 133 100 |

## Posicionamiento
| \| Listas \| Posición \| \| -------------------------------------- \| -------- \| \| Alemania Top 40 \| 1 \| \| AOL Songs \| 11 \| \| Argentina Top 40 \| 17 \| \| Australia[2] \| 39 \| \| Austria[3] \| 3 \| \| Italia[cita requerida] \| 4 \| \| Bélgica Flander[4] \| 11 \| \| Bélgica Wallone[5] \| 4 \| \| Brasil Top 100 Singles \| 1 \| \| Chile Top 20 \| 1 \| \| Dinamarca Top 20 \| 14 \| \| Estados Unidos \| 3 \| \| Euro Airplay Top 100 \| 9 \| \| Euro Chart 200 \| 3 \| \| Europa Singles Chart[6] \| 6 \| \| Finlandia[7] \| 4 \| \| Francia[8] \| 7 \| \| Greenland Radio Top 20[cita requerida] \| 15 \| \| Hong Kong Airplay[9] \| 1 \| \| Hungría Dance Top 40 \| 6 \| \| Hungría Editor's Choice Radio \| 10 \| \| Hungría Radio Top 40 \| 8 \| \| Irlanda[10] \| 20 \| \| Italia Top 50 Singles \| 4 \| \| Japón Tokio Hot 100 \| 15 \| \| Letonia Airplay Chart \| 4 \| \| Lituania Top 40 \| 4 \| \| México \| 1 \| \| Noruega[11] \| 10 \| \| Países Bajos Dutch Charts 100 \| 39 \| \| Polonia Airplay Chart[12] \| 1 \| \| República Checa Airplay[13] \| 6 \| \| Rumania Top 100[14] \| 16 \| \| Rusia[15] \| 5 \| \| Sudáfrica (5 FM Top 40) \| 14 \| \| Suecia[16] \| 6 \| \| Suiza[17] \| 9 \| \| Spain Top 40[cita requerida] \| 11 \| \| Sveriges Radio P3 \| 6 \| \| Taiwán \| 1 \| \| U.S. Hot Dance Music/Club Play[18] \| 13 \| \| U.K. Official Top 40[cita requerida] \| 8 \| \| U.K. Singles Chart \| 2 \| \| World Chart Show (Worldwide Airplay) \| 1 \| |          |
| Listas | Posición |
| Alemania Top 40 | 1        |
| AOL Songs | 11       |
| Argentina Top 40 | 17       |
| Australia | 39       |
| Austria | 3        |
| Italia[cita requerida] | 4        |
| Bélgica Flander | 11       |
| Bélgica Wallone | 4        |
| Brasil Top 100 Singles | 1        |
| Chile Top 20 | 1        |
| Dinamarca Top 20 | 14       |
| Estados Unidos | 3        |
| Euro Airplay Top 100 | 9        |
| Euro Chart 200 | 3        |
| Europa Singles Chart | 6        |
| Finlandia | 4        |
| Francia | 7        |
| Greenland Radio Top 20[cita requerida] | 15       |
| Hong Kong Airplay | 1        |
| Hungría Dance Top 40 | 6        |
| Hungría Editor's Choice Radio | 10       |
| Hungría Radio Top 40 | 8        |
| Irlanda | 20       |
| Italia Top 50 Singles | 4        |
| Japón Tokio Hot 100 | 15       |
| Letonia Airplay Chart | 4        |
| Lituania Top 40 | 4        |
| México | 1        |
| Noruega | 10       |
| Países Bajos Dutch Charts 100 | 39       |
| Polonia Airplay Chart | 1        |
| República Checa Airplay | 6        |
| Rumania Top 100 | 16       |
| Rusia | 5        |
| Sudáfrica (5 FM Top 40) | 14       |
| Suecia | 6        |
| Suiza | 9        |
| Spain Top 40[cita requerida] | 11       |
| Sveriges Radio P3 | 6        |
| Taiwán | 1        |
| U.S. Hot Dance Music/Club Play | 13       |
| U.K. Official Top 40[cita requerida] | 8        |
| U.K. Singles Chart | 2        |
| World Chart Show (Worldwide Airplay) | 1        |